# Gérard Papin
Pour les articles homonymes, voir Papin.
Gérard Papin, né le 5 mai 1947 à Bourganeuf (Creuse) et mort le 28 février 2005 à Bordeaux (Gironde), est un footballeur français évoluant au poste d'arrière droit.

## Biographie
Papin évolue de 1967 à 1974 au Football Club des Girondins de Bordeaux. 
Avec les « Marine et Blanc », il dispute le Challenge des champions perdu face à l'AS Saint-Étienne en 1968.
En finale de la Coupe de France de football 1968-1969 contre l'Olympique de Marseille, Papin marque contre son camp à la 82e minute et l'OM s'impose sur le score 2-0. 
Il meurt le 28 février 2005. Il est enterré à Lacanau.